# Matías Aguirregaray
Matías Aguirregaray Guruceaga (Porto Alegre, 1º aprile 1989) è un calciatore uruguaiano, difensore o centrocampista dei Montevideo Wanderers.
È figlio di Óscar, ex difensore dell'Internacional e dell'Uruguay, con cui ha vinto due edizioni della Copa América: 1987 e 1995.
È soprannominato El Vasquito (in italiano: il piccolo basco).

## Caratteristiche tecniche
È più un terzino che un esterno di centrocampo, schierato principalmente sulla fascia destra ma, talvolta, anche da volante; è in grado di agire anche da seconda punta. Nel Cluj è stato schierato da centrocampista centrale.
Dal punto di vista tecnico, è dotato di un tiro discreto ed è capace di effettuare buoni cross, oltre a possedere un buon dribbling e ad avere una buona corsa e scatto; è molto abile a saltare l'avversario e a sovrapporsi ai centrocampisti. Oltre a queste spiccate doti offensive, è in grado di effettuare efficacemente anche la fase difensiva con recuperi e chiusure.
Nella stagione 2012-2013 ha giocato nel Cluj come centrocampista centrale.

## Carriera

### Club
Ha iniziato a giocare con il Peñarol, squadra in cui suo padre ha concluso la carriera nel 2000. Dopo aver giocato nelle giovanili del club uruguaiano, ha debuttato in prima squadra appena maggiorenne. Nella sua prima stagione (2007-2008) ha giocato 27 partite e ha realizzato una rete.
Nella stagione 2008-2009 ha giocato 8 partite del campionato di Apertura e altrettante in quello di Clausura.
Nella stagione 2009-2010 ha giocato 6 partite del campionato di Apertura, 17 in quello di Clausura e 4 nella Liguilla Pre Libertadores.
Inizia la stagione 2010-2011 in Uruguay, debuttando anche nelle competizioni internazionali per club giocando 3 partite nella Copa Sudamericana, in cui segna il suo unico gol al debutto contro gli ecuadoriani del Barcellona Guayaquil, decisivo per la vittoria in trasferta per 1-0 giocata il 1º settembre.
Dopo 7 presenze in campionato, nell'ottobre del 2010 passa in prestito agli spagnoli del Terrassa, squadra della Tercera División, che ratifica l'acquisto nel mese di dicembre. Lascia la squadra uruguaiana dopo 69 presenze e 2 gol. Comunque, in Spagna non gioca alcuna partita a causa di problemi con il tesseramento.
Nell'estate del 2011 si trasferisce al Montevideo Wanderers, che il 24 agosto lo cede in prestito con diritto di riscatto già prefissato a 250.000 euro alla società italiana del Palermo, che batte la concorrenza dell'Inter; il contratto viene depositato presso la Lega Calcio il giorno seguente.
Il 21 settembre, nella quarta giornata di campionato vinta in casa per 3-2 sul Cagliari, esordisce sia nel campionato italiano che con la maglia del Palermo, entrando in campo al 65' al posto di Nicolás Bertolo. Il 30 ottobre seguente, in Udinese-Palermo (1-0) della decima giornata di campionato, gioca per la prima volta da titolare in maglia rosanero. Utilizzato tutta la stagione come riserva, colleziona 13 presenze fra campionato e Coppa Italia di cui 5 da titolare.
Finito il prestito, fa ritorno al Montevideo Wanderers, che il 2 settembre lo cede ai rumeni del CFR Cluj. Esordisce coi rumeni il 19 settembre seguente nella partita della prima giornata della fase a gironi della Champions League, vinta per 2-0 in casa dello Sporting Braga: entra all'inizio del secondo tempo al posto di Modou Sougou. Al Cluj gioca nel ruolo di centrocampista centrale.
Il 15 gennaio 2013 firma un contratto fino a giugno 2014 con la sua squadra dov'è cresciuto calcisticamente, il Peñarol.
Il 27 luglio si trasferisce nella società argentina dell'Estudiantes.

### Nazionale
Con l'Uruguay under 20 ha partecipato all'edizione 2009 del campionato sudamericano di categoria, in cui è stato titolare giocando 6 partite su 8 e segnando un gol nella fase finale contro la Colombia, nella partita vinta per 2-1 e disputata il 2 febbraio (il suo è il gol del momentaneo pareggio).
Nello stesso anno ha preso parte ai Mondiali 2009 giocandovi 2 partite: il debutto avviene il 29 settembre nella vittoria per 3-0 contro l'Uzbekistan, subentrando ad Adrián Gunino al 65', mentre l'ultima apparizione è da titolare nel pareggio per 2-2 contro il Ghana di tre giorni dopo.
L'11 giugno 2012 viene inserito dal ct Óscar Tabárez nella lista dei 32 calciatori pre-convocati per i Giochi olimpici di Londra, venendo poi scelto per la rosa definitiva. Disputa da titolare due delle tre partite del primo turno contro le selezioni olimpiche di Emirati Arabi Uniti e Regno Unito, con l'Uruguay che non riesce a superare il girone.
Il 7 settembre 2012 è in panchina per la gara di qualificazione ai Mondiali 2014 che la sua squadra perde per 4-0 in trasferta contro la Colombia.

## Statistiche

### Presenze e reti nei club
Statistiche aggiornate al 1 marzo 2017.
| Stagione                    | Squadra                     | Campionato                  | Campionato | Campionato | Coppe nazionali | Coppe nazionali | Coppe nazionali | Coppe continentali | Coppe continentali | Coppe continentali | Altre coppe | Altre coppe | Altre coppe | Totale | Totale |
| Stagione                    | Squadra                     | Comp                        | Pres       | Reti       | Comp            | Pres            | Reti            | Comp               | Pres               | Reti               | Comp        | Pres        | Reti        | Pres   | Reti   |
| --------------------------- | --------------------------- | --------------------------- | ---------- | ---------- | --------------- | --------------- | --------------- | ------------------ | ------------------ | ------------------ | ----------- | ----------- | ----------- | ------ | ------ |
| 2007-2008                   | Peñarol                     | PD                          | 14         | 1          | -               | -               | -               | -                  | -                  | -                  | -           | -           | -           | 14     | 1      |
| 2008-2009                   | Peñarol                     | PD                          | 18         | 0          | -               | -               | -               | -                  | -                  | -                  | -           | -           | -           | 18     | 0      |
| 2009-2010                   | Peñarol                     | PD                          | 23+4       | 1          | -               | -               | -               | -                  | -                  | -                  | -           | -           | -           | 27     | 1      |
| lug.-ott. 2010              | Peñarol                     | PD                          | 7          | 0          | -               | -               | -               | CS                 | 3                  | 0                  | -           | -           | -           | 10     | 0      |
| ott. 2010-2011              | Terrassa                    | TD                          | 0          | 0          | -               | -               | -               | -                  | -                  | -                  | -           | -           | -           | 0      | 0      |
| ago. 2011                   | Montevideo Wanderers        | PD                          | 0          | 0          | -               | -               | -               | -                  | -                  | -                  | -           | -           | -           | 0      | 0      |
| ago. 2011-2012              | Palermo                     | A                           | 12         | 0          | CI              | 1               | 0               | UEL                | -                  | -                  | -           | -           | -           | 13     | 0      |
| ago.-set. 2012              | Montevideo Wanderers        | PD                          | 0          | 0          | -               | -               | -               | -                  | -                  | -                  | -           | -           | -           | 0      | 0      |
| Totale Montevideo Wanderers | Totale Montevideo Wanderers | Totale Montevideo Wanderers | 0          | 0          |                 |                 |                 |                    |                    |                    |             |             |             | 0      | 0      |
| set. 2012-gen. 2013         | CFR Cluj                    | Liga I                      | 8          | 1          | CR              | 1               | 0               | UCL                | 5                  | 0                  | SR          | -           | -           | 14     | 1      |
| gen.-giu. 2013              | Peñarol                     | PD                          | 14         | 1          | -               | -               | -               | -                  | -                  | -                  | -           | -           | -           | 14     | 1      |
| 2013-2014                   | Estudiantes                 | PD                          | 12         | 1          | -               | -               | -               | CS                 | 4                  | 0                  | -           | -           | -           | 16     | 1      |
| 2014                        | Estudiantes                 | PD                          | 14         | 2          | -               | -               | -               | -                  | -                  | -                  | -           | -           | -           | 14     | 2      |
| 2015                        | Estudiantes                 | PD                          | 8          | 0          | -               | -               | -               | CL                 | 8                  | 0                  | -           | -           | -           | 16     | 0      |
| 2015-2016                   | Peñarol                     | PD                          | 30         | 5          | -               | -               | -               | CL                 | 5                  | 0                  | -           | -           | -           | 35     | 5      |
| Totale Peñarol              | Totale Peñarol              | Totale Peñarol              | 96+4       | 8          |                 | -               | -               |                    | 8                  | 0                  |             |             |             | 108    | 8      |
| 2016-2017                   | Estudiantes                 | PD                          | 8          | 0          | -               | -               | -               | CS                 | 2                  | 0                  | -           | -           | -           | 10     | 0      |
| Totale Estudiantes          | Totale Estudiantes          | Totale Estudiantes          | 42         | 3          |                 |                 |                 |                    | 14                 | 0                  |             |             |             | 56     | 3      |
| Totale carriera             | Totale carriera             | Totale carriera             | 168+4      | 12         |                 | 2               | 0               |                    | 27                 | 0                  |             |             |             | 201    | 12     |

### Cronologia presenze e reti in nazionale

#### Nazionale maggiore
| Cronologia completa delle presenze e delle reti in nazionale ― Uruguay | Cronologia completa delle presenze e delle reti in nazionale ― Uruguay | Cronologia completa delle presenze e delle reti in nazionale ― Uruguay | Cronologia completa delle presenze e delle reti in nazionale ― Uruguay | Cronologia completa delle presenze e delle reti in nazionale ― Uruguay | Cronologia completa delle presenze e delle reti in nazionale ― Uruguay | Cronologia completa delle presenze e delle reti in nazionale ― Uruguay | Cronologia completa delle presenze e delle reti in nazionale ― Uruguay |
| Data                                                                   | Città                                                                  | In casa                                                                | Risultato                                                              | Ospiti                                                                 | Competizione                                                           | Reti                                                                   | Note                                                                   |
| ---------------------------------------------------------------------- | ---------------------------------------------------------------------- | ---------------------------------------------------------------------- | ---------------------------------------------------------------------- | ---------------------------------------------------------------------- | ---------------------------------------------------------------------- | ---------------------------------------------------------------------- | ---------------------------------------------------------------------- |
| 14-11-2012                                                             | Danzica                                                                | Polonia                                                                | 1 – 3                                                                  | Uruguay                                                                | Amichevole                                                             | -                                                                      | 59’                                                                    |
| 6-2-2013                                                               | Doha                                                                   | Spagna                                                                 | 3 – 1                                                                  | Uruguay                                                                | Amichevole                                                             | -                                                                      | 79’                                                                    |
| 27-3-2013                                                              | Santiago del Cile                                                      | Cile                                                                   | 2 – 0                                                                  | Uruguay                                                                | Qual. Mondiali 2014                                                    | -                                                                      | 43’ 46’                                                                |
| 23-6-2013                                                              | Recife                                                                 | Uruguay                                                                | 8 – 0                                                                  | Tahiti                                                                 | Conf. Cup 2013 - 1º turno                                              | -                                                                      |                                                                        |
| 5-9-2014                                                               | Sapporo                                                                | Giappone                                                               | 0 – 2                                                                  | Uruguay                                                                | Amichevole                                                             | -                                                                      | 76’                                                                    |
| 8-9-2014                                                               | Goyang                                                                 | Corea del Sud                                                          | 0 – 1                                                                  | Uruguay                                                                | Amichevole                                                             | -                                                                      | 90+4’                                                                  |
| Totale                                                                 |                                                                        | Presenze                                                               | 6                                                                      |                                                                        | Reti                                                                   | 0                                                                      |                                                                        |

#### Nazionale olimpica
| Cronologia completa delle presenze e delle reti in nazionale ― Uruguay olimpica | Cronologia completa delle presenze e delle reti in nazionale ― Uruguay olimpica | Cronologia completa delle presenze e delle reti in nazionale ― Uruguay olimpica | Cronologia completa delle presenze e delle reti in nazionale ― Uruguay olimpica | Cronologia completa delle presenze e delle reti in nazionale ― Uruguay olimpica | Cronologia completa delle presenze e delle reti in nazionale ― Uruguay olimpica | Cronologia completa delle presenze e delle reti in nazionale ― Uruguay olimpica | Cronologia completa delle presenze e delle reti in nazionale ― Uruguay olimpica |
| Data                                                                            | Città                                                                           | In casa                                                                         | Risultato                                                                       | Ospiti                                                                          | Competizione                                                                    | Reti                                                                            | Note                                                                            |
| ------------------------------------------------------------------------------- | ------------------------------------------------------------------------------- | ------------------------------------------------------------------------------- | ------------------------------------------------------------------------------- | ------------------------------------------------------------------------------- | ------------------------------------------------------------------------------- | ------------------------------------------------------------------------------- | ------------------------------------------------------------------------------- |
| 12-7-2012                                                                       | Maldonado                                                                       | Uruguay olimpica                                                                | 6 – 4                                                                           | Cile olimpica                                                                   | Amichevole                                                                      | -                                                                               |                                                                                 |
| 15-7-2012                                                                       | Montevideo                                                                      | Uruguay olimpica                                                                | 2 – 0                                                                           | Panama olimpica                                                                 | Amichevole                                                                      | -                                                                               |                                                                                 |
| 26-7-2012                                                                       | Manchester                                                                      | Uruguay olimpica                                                                | 2 – 1                                                                           | Emirati Arabi Uniti olimpica                                                    | Olimpiadi 2012 - 1º turno                                                       | -                                                                               |                                                                                 |
| 1-8-2012                                                                        | Cardiff                                                                         | Regno Unito olimpica                                                            | 1 – 0                                                                           | Uruguay olimpica                                                                | Olimpiadi 2012 - 1º turno                                                       | -                                                                               |                                                                                 |
| Totale                                                                          |                                                                                 | Presenze                                                                        | 4                                                                               |                                                                                 | Reti                                                                            | 0                                                                               |                                                                                 |

## Palmarès

### Club

#### Competizioni nazionali
- Campionato uruguaiano: 1

Peñarol: 2009-2010